# Оздобник
Оздобник (Ptiloris) — рід горобцеподібних птахів родини дивоптахових (Paradisaeidae). Містить 4 види, що поширені в Новій Гвінеї та на північному сході Австралії. Мешкають у вологих тропічних лісах.

## Опис
Оздобники схожі на велику нектарку, з міцним тілом, короткими та округлими крилами та хвостом, маленькою головою і довгим та вигнутим дзьобом. Птахи середнього розміру, завдовжки 22-28 см. Самці чорного кольору, за винятком грудей та частин голови, які мають металевий синьо-зелений колір. Самиці мають маскувальне забарвлення, в яких переважають коричневі та бежеві тони. У обох статей внутрішня частина рота мають яскраво-жовтий колір, очі карі, а міцні ноги чорні. Самиці трохи менші за самців, а також мають довший дзьоб.

## Види
- Оздобник великий (Ptiloris magnificus)
- Оздобник східний (Ptiloris intercedens)
- Оздобник квінслендський (Ptiloris paradiseus)
- Оздобник малий (Ptiloris victoriae)